# Piroska Szabó (polityk)
Piroska Szabó (ur. 13 lutego 1909 w Budapeszcie, zm. 1 stycznia 2006 tamże) – węgierska robotnica i działaczka komunistyczna, działaczka związków zawodowych, deputowana do Zgromadzenia Narodowego Węgier w kolejnych kadencjach w latach 1954–1967.

## Życiorys
Pochodziła z robotniczej rodziny zamieszkującej na proletariackim przedmieściu Budapesztu – Angyalföld (dziś część XIII dzielnicy Budapesztu). Wcześniej straciła ojca i była wychowywana przez matkę, praczkę z zawodu. Ukończyła szkołę podstawową i cztery klasy szkoły średniej, po czym zdobyła podjęła pracę zawodową jako spawaczka. Pracowała m.in. w fabryce Ericssona oraz w zakładach metalowych Elzett. W 1931 r. wstąpiła do nielegalnej Komunistycznej Partii Węgier. W jej mieszkaniu w Angyalföld odbywały się tajne zebrania organizacji. W 1936 r. wstąpiła do Socjaldemokratycznej Partii Węgier, nadal utrzymując kontakt z nielegalną partią komunistyczną i biorąc udział w drukowaniu publikacji komunistycznych.
W 1937 r. została wybrana do komitetu wykonawczego Socjaldemokratycznej Partii Węgier w XI dzielnicy Budapesztu, zaś w 1938 r. wybrano ją również do partyjnego krajowego komitetu kobiet. Była również jedną z przewodniczących organizacji kobiecej przy związku zawodowym robotników przemysłu metalowego.
W 1944 r., po objęciu władzy na Węgrzech przez kolaborujących z nazistowskimi Niemcami strzałokrzyżowców, dołączyła do antyfaszystowskiego ruchu oporu. Działała na terenie Újpestu. W 1945 r. z polecenia Komunistycznej Partii Węgier współorganizowała Demokratyczny Sojusz Kobiet Węgierskich, który stopniowo stał się organizacją pozostającą pod wpływem komunistów. Została wybrana do węgierskiego Tymczasowego Zgromadzenia Narodowego w kwietniu 1945 r. Sprawowała również mandat deputowanej do parlamentu Węgierskiej Republiki Ludowej w kolejnych kadencjach, aż do 1967 r.
Między majem 1945 r. a październikiem 1946 r. zasiadała w Komitecie Centralnym Węgierskiej Partii Pracujących, następczyni Węgierskiej Partii Komunistycznej powstałej po wymuszonym zjednoczeniu z Socjaldemokratyczną Partią Węgier. Następnie została przeniesiona do partyjnej komisji kontroli i nigdy więcej nie objęła funkcji w najwyższych władzach partyjnych. W latach 1949–1953 była członkinią Rady Prezydialnej Węgierskiej Republiki Ludowej.
W latach 1954–1958 zasiadała w budapeszteńskim komitecie Węgierskiej Partii Pracujących (po powstaniu w r. 1956 przemianowanej na Węgierską Socjalistyczną Partię Robotniczą), w 1970 r. była członkinią komitetu wykonawczego przy budapeszteńskim komitecie partyjnym. Od 1964 r. pozostawała na emeryturze.

## Życie prywatne
Jej mężem był działacz partyjny i dziennikarz Dezső Nemes. Mieli syna Imre.